# Октябрьский переулок (Москва)
Октя́брьский переулок — улица в Москве в районе Марьина Роща Северо-Восточного административного округа, между Октябрьской улицей и Лазаревским переулком. До 1952 года — Александровский переулок. Назван по соседней Октябрьской улице.

## Расположение
Октябрьский переулок начинается от Октябрьской улицы, проходит на запад, затем поворачивает на север и идёт параллельно Октябрьской улице, пересекает Трифоновскую улицу и заканчивается на Лазаревском переулке.

## Учреждения и организации

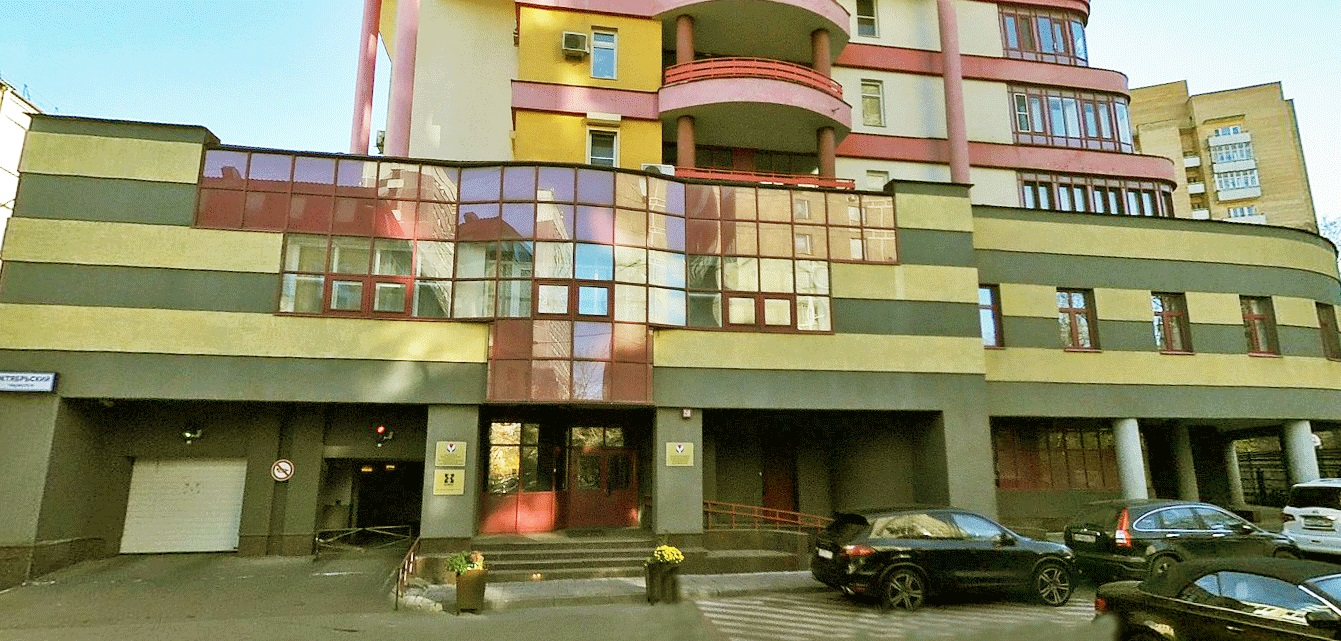
Дом 9

- Дом 7 — Российская академия путей сообщения Российского университета транспорта;
- Дом 9 — ТСЖ «Октябрьский переулок, 9», представительство Удмуртской республики;
- Дом 11 — Гимназия № 1572;
- Дом 12 — гостиница «Металлург»; журналы «Салон Audio Video», «Автозвук», «Elite Инфо».
- Дом 32 - АНО ДПО КЦ «АвтоДорПро» Учебный центр и автошкола ГБУ "Автомобильные дороги" Г.Москва